# John Varnum
John Varnum (* 25. Juni 1778 in Dracut, Massachusetts; † 23. Juli 1836 in Niles, Michigan) war ein US-amerikanischer Politiker. Zwischen 1825 und 1831 vertrat er den Bundesstaat Massachusetts im US-Repräsentantenhaus.

## Werdegang
John Varnum studierte bis 1798 an der Harvard University. Nach einem Jurastudium und seiner 1802 erfolgten Zulassung als Rechtsanwalt begann er in Haverhill in diesem Beruf zu arbeiten. Gleichzeitig schlug er als Mitglied der Föderalistischen Partei eine politische Laufbahn ein. Im Jahr 1811 wurde er in den Senat von Massachusetts gewählt. Später zog er nach Lowell. In den 1820er Jahren schloss er sich der Bewegung gegen den späteren US-Präsidenten Andrew Jackson an und wurde Mitglied der National Republican Party.
Bei den Kongresswahlen des Jahres 1824 wurde Varnum im dritten Wahlbezirk von Massachusetts in das US-Repräsentantenhaus in Washington, D.C. gewählt, wo er am 4. März 1825 die Nachfolge von Jeremiah Nelson antrat. Nach zwei Wiederwahlen konnte er bis zum 3. März 1831 drei Legislaturperioden im Kongress absolvieren. Seit dem Amtsantritt von Präsident Jackson im Jahr 1829 wurde innerhalb und außerhalb des Kongresses heftig über dessen Politik diskutiert. Dabei ging es um die umstrittene Durchsetzung des Indian Removal Act, den Konflikt mit dem Staat South Carolina, der in der Nullifikationskrise gipfelte, und die Bankenpolitik des Präsidenten.
Nach dem Ende seiner Zeit im US-Repräsentantenhaus kehrte Varnum zunächst nach Lowell zurück. Später zog er nach Niles in Michigan, wo er am 23. Juli 1836 starb.